# Llista de peixos del llac Bosten
Aquesta llista de peixos del llac Bosten -incompleta- inclou 22 espècies de peixos que es poden trobar al llac Bosten.
| Ordre         | Família          | Espècie                        | Hàbitat      | Observacions | Imatge                         |  |
| ------------- | ---------------- | ------------------------------ | ------------ | ------------ | ------------------------------ |  |
| Beloniformes  | Adrianichthyidae | Oryzias latipes                | Bentopelàgic | Nadiu        | Oryzias latipes                |  |
| Cypriniformes | Balitoridae      | Triplophysa bombifrons         | Bentopelàgic | Nadiu        |                                |  |
| Cypriniformes | Balitoridae      | Triplophysa stoliczkai         | Bentopelàgic | Nadiu        | Triplophysa stoliczkai         |  |
| Cypriniformes | Cyprinidae       | Abbottina rivularis            | Bentopelàgic | Nadiu        | Abbottina rivularis            |  |
| Cypriniformes | Cyprinidae       | Brema (Abramis brama)          | Bentopelàgic | Nadiu        | Brema (Abramis brama)          |  |
| Cypriniformes | Cyprinidae       | Aspiorhynchus laticeps         | Bentopelàgic | Nadiu        |                                |  |
| Cypriniformes | Cyprinidae       | Carassius auratus auratus      | Bentopelàgic | Nadiu        |                                |  |
| Cypriniformes | Cyprinidae       | Carassius cuvieri              | Demersal     | Introduït    | Carassius cuvieri              |  |
| Cypriniformes | Cyprinidae       | Ctenopharyngodon idella        | Demersal     | Nadiu        | Ctenopharyngodon idella        |  |
| Cypriniformes | Cyprinidae       | Cyprinus carpio haematopterus  | Bentopelàgic | Nadiu        |                                |  |
| Cypriniformes | Cyprinidae       | Diptychus maculatus            | Bentopelàgic | Nadiu        |                                |  |
| Cypriniformes | Cyprinidae       | Hypophthalmichthys molitrix    | Bentopelàgic | Nadiu        | Hypophthalmichthys molitrix    |  |
| Cypriniformes | Cyprinidae       | Hypophthalmichthys nobilis     | Bentopelàgic | Nadiu        | Hypophthalmichthys nobilis     |  |
| Cypriniformes | Cyprinidae       | Plagiognathops microlepis      | Bentopelàgic | Nadiu        |                                |  |
| Cypriniformes | Cyprinidae       | Schizopyge curvifrons          | Bentopelàgic | Nadiu        |                                |  |
| Cypriniformes | Cyprinidae       | Tinca tinca                    | Demersal     | Nadiu        | Tinca tinca                    |  |
| Perciformes   | Gobiidae         | Rhinogobius giurinus           | Demersal     | Nadiu        | Rhinogobius giurinus           |  |
| Perciformes   | Osphronemidae    | Macropodus ocellatus           | Bentopelàgic | Nadiu        | Macropodus ocellatus           |  |
| Perciformes   | Osphronemidae    | Macropodus opercularis         | Pelàgic      | Nadiu        | Macropodus opercularis         |  |
| Perciformes   | Percichthyidae   | Siniperca chuatsi              | Bentopelàgic | Nadiu        |                                |  |
| Perciformes   | Percidae         | Perca fluviatilis              | Demersal     | Introduït    | Perca fluviatilis              |  |
| Perciformes   | Percidae         | Lucioperca (Sander lucioperca) | Pelàgic      | Nadiu        | Lucioperca (Sander lucioperca) |  |